# Stylaspergillus laxus
Stylaspergillus laxus är en svampart som beskrevs av B. Sutton, Alcorn & P.J. Fisher 1982. Stylaspergillus laxus ingår i släktet Stylaspergillus, divisionen sporsäcksvampar och riket svampar.   Inga underarter finns listade i Catalogue of Life.